# Istituto di istruzione superiore Umberto Eco
L'Istituto di istruzione superiore Umberto Eco è una scuola secondaria di secondo grado di Alessandria. 

## Storia
Il Regio Liceo-Ginnasio di Alessandria nasce nel 1859 per effetto della legge Casati, sostituendo il Reale Collegio di fondazione napoleonica. Nel 1865 il liceo viene intitolato al matematico e astronomo Giovanni Plana (1781-1864), che aveva insegnato matematica per otto anni nella scuola di artiglieria di Alessandria, prima di assumere la cattedra di astronomia dell'Università di Torino. Nel 1931 il liceo lascia la vecchia sede di via Plana e si trasferisce in quella attuale di piazza Giacomo Matteotti, la cui costruzione, iniziata nel 1929, è stata finanziata dalla Cassa di Risparmio di Alessandria.
L'Istituto Magistrale Statale di Alessandria nasce nel 1867 per opera del comune, come Scuola Normale Femminile Superiore. L'istituto viene intitolato a Diodata Saluzzo Roero (1774-1840), scrittrice e poetessa torinese. Nel 1911 la scuola magistrale diviene mista per facilitare i giovani che desiderano dedicarsi all'insegnamento elementare. Con la soppressione del corso di studi magistrale, la scuola diventa liceo delle scienze umane e liceo linguistico.
I licei vengono successivamente accorpati in un singolo istituto che nel 2023 viene intitolato a Umberto Eco (1932-2016), allievo illustre del liceo classico.

## L'istituto
L'aula magna del liceo classico corrisponde ad un esempio di neoclassicismo: dalla forma semicircolare, è decorata da graziose colonne in stile ionico, nell'ampio intercolunnio delle quali si aprono grandi finestre ad arco. Il soffitto, ispirato alla Scuola di Atene di Raffaello, raffigura Giovanni Plana, intento a tenere una lezione di astronomia.